# 日本マクダーミッド
座標: 北緯35度21分31秒 東経139度20分26秒 / 北緯35.358536度 東経139.340468度

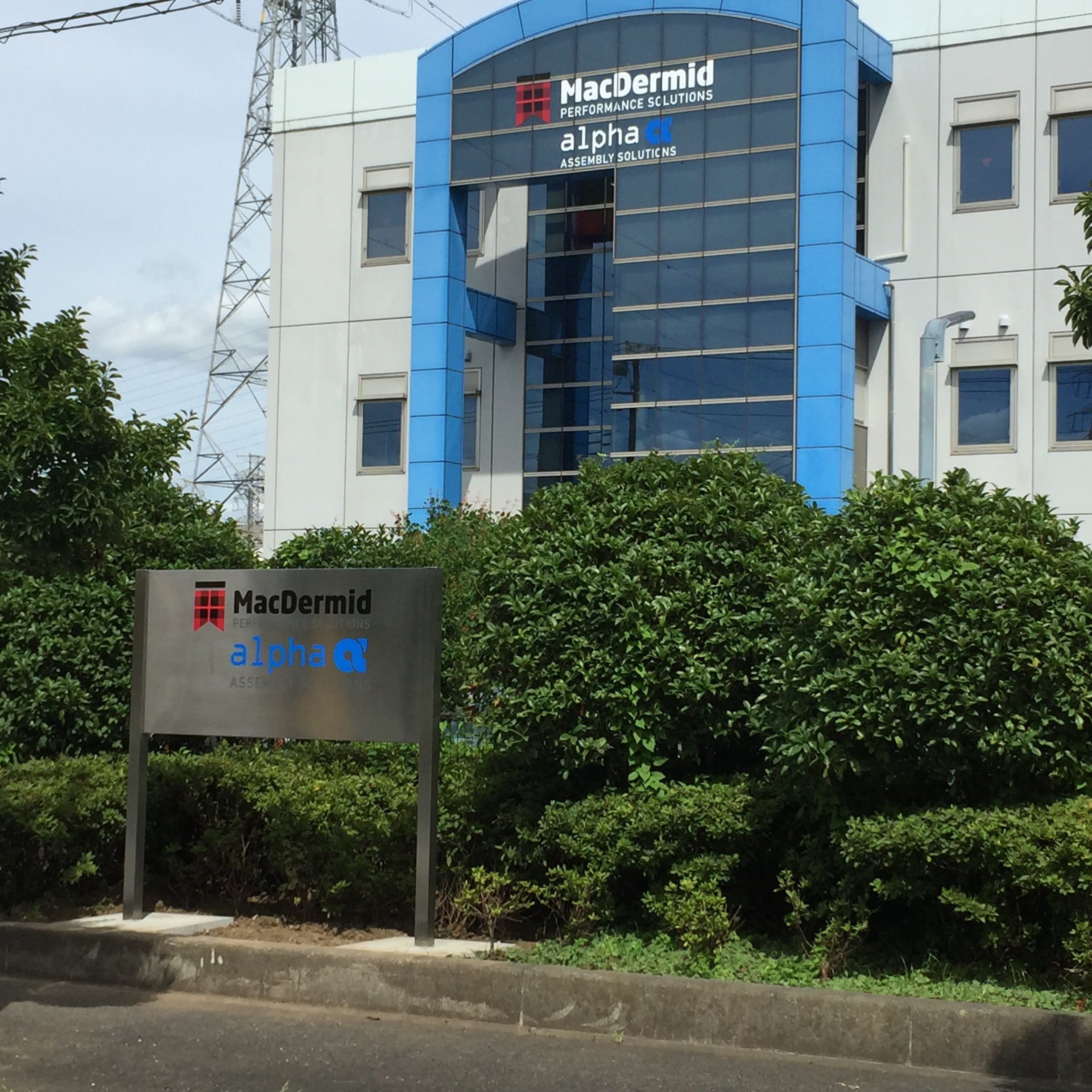
マクダーミッド・パフォーマンス・ソリューションズ・ジャパン自社ビル

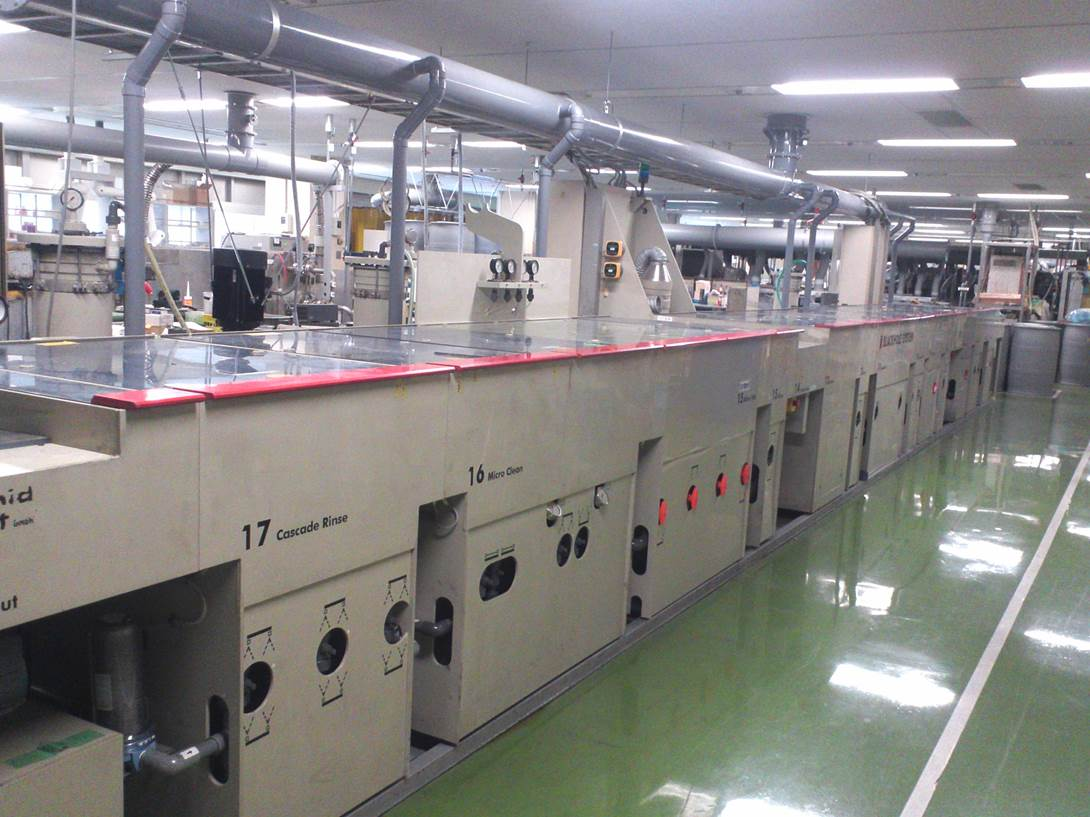
R&D（研究開発）施設

マクダーミッド・パフォーマンス・ソリューションズ・ジャパン株式会社（英語名:MacDermid Performance Solutions Japan K.K.）はアメリカの化学品メーカーであるMacDermid Performance Solutions社の日本法人。

## 事業内容一覧
- 金属等表面処理用化学薬品および関連機器装置の製造、輸出入及び販売
- 半田、錫鉛接合材料製品の輸出入及び販売
- 印刷資材の輸出入及び販売
- その他前各号に関連する一切の業務

## 事業部一覧
- エレクトロニクス・ソリューションズ事業部
- アルファ・アセンブリ事業部
- インダストリアル・ソリューションズ事業部
- グラフィックス・ソリューションズ事業部

## 主要製品
- エレクトロニクス製品関連表面処理化学品およびシステム[6]
  - デスミア
  - 無電解銅めっき
  - ダイレクトプレート
  - エッチングレジスト
  - 表面前処理剤
  - レジスト剥離液
  - 無電解銀
  - 無電解ニッケルめっき
  - 置換銀めっき
  - 無光沢錫
- メタルフィニッシング関連化学品およびシステム
  - 装飾三価クロムめっき
  - 亜鉛めっき用三価クロム化成処理[7]
  - 鉛フリー無電解ニッケルめっき
  - 鉛フリー無電解ニッケル
  - PTFE複合めっき
- プリンティング関連化学品およびシステム
  - 液状感光性樹脂
  - 板状感光性樹脂
  - サーマル現像感光性樹脂版
  - デジタル感光性樹脂
  - 製版装置

## 製品一覧・エレクトロニクス製品関連表面処理化学品およびシステム
- Blackhole® (ブラックホール)
  - プリント配線板の層間接続における導電化の目的で使用される[8]。従来の無電解銅めっきを用いず、導電化物質としてカーボンブラックを用いる環境にやさしいプロセス[9]。
- Macudizer® (マキュダイザー)
  - デスミア工程、樹脂の粗化工程用のプロセス。特徴ある数種類のホールコンディショナー（膨潤）、過マンガン酸エッチング、還元をラインナップ。
- MID (Molded Interconnect Device)[10]
  - 三次元成形回路部品用めっき。1回成形法（LDS工法）および２回成形法（無電解めっき回路）に対応した各種めっき薬品と関連プロセス[11][12]。
- M-Speed (エムスピード)[13]。
  - 凹凸の少ない形状で高速の信号速度を維持する回路基板を製造するプロセス薬剤。
- MultiBond (マルチボンド)
  - 多層プリント配線板の積層工程における内層銅箔と樹脂との密着を向上させる目的で使用されている。従来の黒化処理プロセスに代わる新しいプロセス[14]。
- MultiFlex (マルチフレックス)
  - 発がん性物質であるホルマリンフリーの無電解銅めっき。従来型のホルマリンタイプの無電解銅めっきと比較してpHが低いためアルカリ性に弱い基材に最適。カニッツァーロ反応の様な副反応が無く安定。
- Sterling (スターリング)

## 製品一覧・メタルフィニッシング関連化学品およびシステム
- Electrolac UV （エレクトロラックUV）
  - エレクトロラックUVはプラスチック、亜鉛ダイカスト、アルミなどの、熱に弱い素材へのニッケル/クロム電気めっき皮膜上にカラーUV硬化を可能にした電気泳動電着法による塗装法です[15][16]。
- Enviralloy NiFlex 12 （エンバイラロイ・ナイフレックス）[17]
- Enviralloy NiSpeed （エンバイラロイ・ナイスピード）
  - 高い析出効率と均一電着性、均一なニッケル含有率(12-15%)を特徴とする亜鉛ニッケルめっき。
- Envirochrome （エンバイロクローム）
  - Envirochromeは、世界で初めて安定した製品として市場に出された白３価クロムめっき。さまざまな用途に使用されている。
- Envirozin (エンバイロジン)
  - Envirozin は、超均一性アルカリジンケート浴として世界で幅広く使用されており、15年前に日本で最初に販売され15年以上経った現在も世界の市場で使用されている。
- evolve
  - evolve は、プラスチックめっき用六価クロムフリーエッチング薬剤である[18][19][20][21]。
- HydroKlad
  - HydroKlad及びTnT (Torque ’n Tension)は防食皮膜を保護するトップコート＆潤滑液。ファスナーやジョイントに必要なトルク又は摩擦係数を与える高性能で多機能なコーティング剤で、特に自動車部品に使用されている。
- Iridite （イリダイト）六価クロムクロメート
- MacuGuard
  - MacuGuardは、メカニカルプレーティング（機械的衝撃めっき）プロセスで水素脆化が起こらない。 20年に渡って自動車メーカーで使用されている。
- NiKlad （ナイクラッド)
- PET
- PTFE複合めっき
  - 無電解ニッケルめっき/PTFE複合めっきシステムには次の2種類が有る。 これらのPTFE含有量はPTFE分散剤の添加量を変えることにより３０容量％迄可能。
    - EN-520 ： リン含有率10-11重量%。多目的に適用でき、PTFE複合めっき用には最適です。皮膜はFDA認可されている。
    - EN-523 ： 鉛・カドミウムフリー。めっき浴は長寿命が特徴で3MTO(メタルターンオーバー）以上が可能。
- SatinKote
  - サテンコートは、サテン調の仕上げを行なうファッション仕上げ剤として使用される。従来のサテン調ニッケル浴と比べて安定した色調が得られ管理が容易[22]。
- Twilite (トワイライト)
  - Twiliteは、黒色3価クロムめっきでダーククロムとも呼ばれている。世界で初めて自動車関係に採用され現在も数多くの自動車メーカーで使用されている[23]。
- ZinKlad™ 
  - ZinKlad™は、環境規制（ELV,RoHS)・耐食性・トルク係数等に適合するプロセスとして亜鉛/亜鉛合金めっき～３価クロム化成処理～トップコートまでをMacDermid製品で組み合わせたプロセスで、ZinKlad™ナンバーで規格化されており世界の主な自動車メーカーで採用されている[24]。
- ボンダルディップ
  - アルミニウム合金をめっきする場合、前処理として表面の油分などの汚れおよび酸化皮膜を取り除きその後ジンケート(亜鉛置換)皮膜処理を行う。ボンダルディップは、薄く緻密でめっき密着性に優れたジンケート皮膜である。

## 製品一覧・プリンティング関連化学品およびシステム
- LTL
  - 露光ラチチュードが広く、耐候性に優れたフレキソ段ボール印刷用液状樹脂。世界的に使用される低硬度（Shore A 32度～34度）樹脂。専用のシステムを用いて製版を行う。仕上がり厚みは２．８４mm～7.00mmまで可能。
- LUX™ ProcessLUX™のドット形状

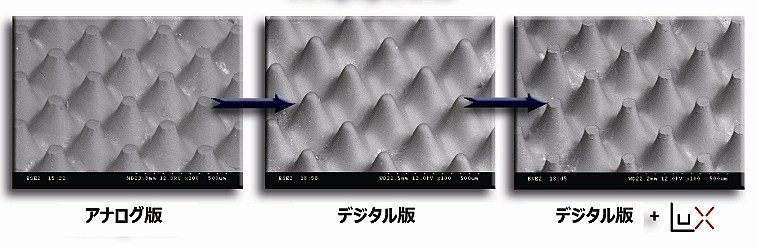
LUX™のドット形状

  - デジタル製版中に酸素の影響で発生しがちなドット形状のバラつき等をなくし、広い諧調と微細な印刷を可能にするための製版プロセス。
- MGC/Digital MGC
  - コルゲートボード（段ボール）印刷に適した低硬度（Shore A 32度～34度）樹脂。 反発弾性、インク転移性等に優れているため、印刷媒体にストレスを与えることなく、印刷することができる。
- MVP/Digital MVP
  - プレプリント、紙器印刷等、中硬度版（Shore A 50度程度）を求める印刷に有効。ドットゲインが少なく、プロセス印刷に適した版材。
- MAX/Digital MAX
  - 高硬度な版（Shore A 60度以上）でありながら、版の反りが少ないため、印刷胴やスリーブになじみ易い。 耐候性、耐インク性、反発弾性に優れており、軟包装フィルム印刷等で使用されるケースが多い。
- UVR
  - 耐UVインキ特性をもつ感光性樹脂版。UVインキ作業において版の膨潤が少ない[25]。UVR: UVインキ用感光性樹脂版

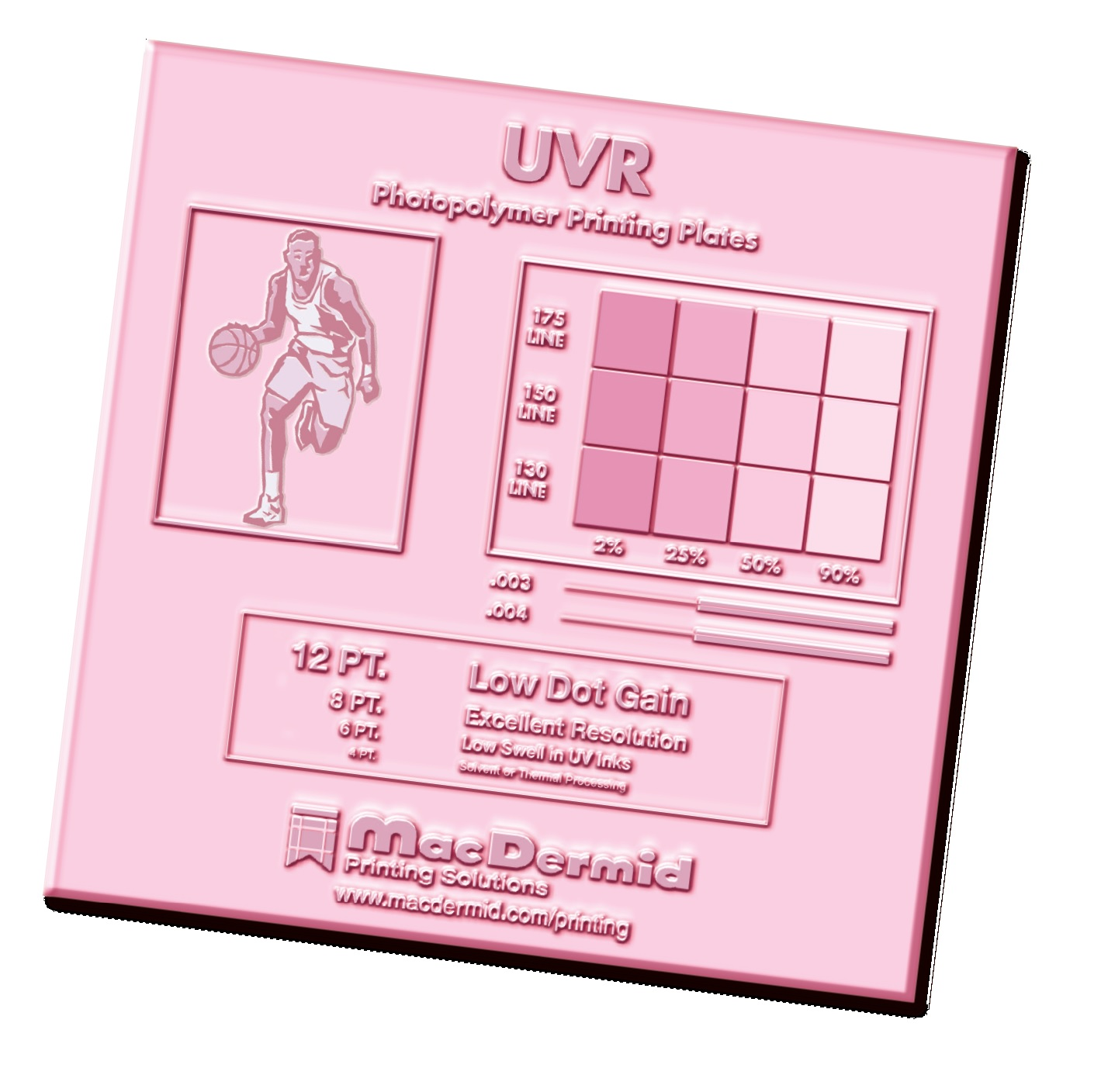
UVR: UVインキ用感光性樹脂版

## 社名の由来と歴史
マクダーミッド社は1922年米コネチカット州ウォーターベリーに於いて、スコットランド系アメリカ人アーチー・J・マクダーミッドによって設立され、その後1959年に、社員であったハロルド・リーバーに事業が譲渡された。ハロルド・リーバーは1938年入社、一技術者から出世街道を登りつめ、優れた洞察力とそのカリスマ性により伝説の会長となった。彼は60年にわたる仕事をとおし、会社にとって最高の財産は社員であること、社員こそ家族であり、最も尊重すべき存在であるとの信念を貫いた。彼のこの信念は現在に至るまで同社の思想の根源となり、理念を支えている。現CEOであるダン・リーバーはハロルドの子息である。

## リファレンス・リスト
- ADEKA
- あらた監査法人
- SIMMTECH GRAPHICS（旧・イ－スタン）[27]
- 石実メッキ工業所
- 板通
- 伊藤工業
- エルナー
- 沖プリンテッドサーキット
- 柿原工業
- 関東化成工業
- 協栄産業
- キョウデン
- 京セラ
- キレスト
- 幸成商事
- サカタインクス
- 三和スクリーン銘板
- JSR
- シマノ
- 白金鍍金工業
- 新光電気工業
- 新和金属
- 鈴木鍍金工業
- 住友商事ケミカル
- 住友電気工業
- 精好堂
- 大日本パックス
- 太洋工作所
- 力石化工
- 東鉱商事
- 西村ケミテック
- 日本シイエムケイ
- 日本メクトロン
- 光金属工業所
- 日立化成エレクトロニクス
- 広鍍金
- 富士化学工業
- フジクラ
- 三井物産
- 三菱商事
- 三ツ矢
- メイコー
- 山本製作所

## 講演活動
- 2013年6月 - 『HDIとブラインドマイクロビア加工のための低コストメタライゼーションプロセス』[32]
- 2013年11月 - 『Electrochemical Investigation of the Corrosion Mechanism of Chromium Plated Panels in Aerated Solutions of Acidic Calcium Chloride “Russian Mud”』[33]
- 2014年5月 - 『ロシア融雪塩試験におけるクロムめっき腐食メカニズムの電気化学的調査』[34]
- 2014年6月 - 『Long-term Experiences with Trivalent Chrome in Japan』
- 2014年6月 - 『車載プリント配線板へのメタライゼーションの動向』[35]
- 2014年6月 - 『MIDめっきの最新動向』[36]
- 2014年9月 - 『自動車部品向けめっき技術セミナー：グローバル企業における表面処理技術の最新動向』[37]
  - 『ZinKlad（ジンクラッド）システム---亜鉛・亜鉛合金めっきから摩擦制御まで』[38]
  - 『亜鉛-高ニッケル合金めっき---Enviralloy NiFlex12の延性とその他の特長』
  - 『コバルトフリー化成処理システムとヨーロッパの最新環境規制』
  - 『MID(Molded Interconnect Devices)三次元成形回路部品用めっきの最適化』
  - 『ロシア融雪塩試験:腐食メカニズムの電気化学的調査』
  - 『evolve:プラスチック用クロムフリーエッチングプロセス』
  - 『無電解ニッケル-機能めっき皮膜と自動車への適用』
  - 『フィルムインサート成形:プラスチック部品へのハードコートフィルムという選択』
  - 『貴社のグローバルなサプライチェーンへの貢献を目指して』
- 2014年9月 - 『印刷クオリティーを向上させるフラットトップドット＝LUXについて』[39]
- 2014年9月 - 『高性能自動車部品用皮膜処理「ZinKladシステム」』
- 2014年11月 - 『LDSプロセスにおけるファインピッチめっきへの取り組み』[40]
- 2015年1月 - 『Film Insert Molding～プラスチック部品へのハードコートフィルムという選択』[41]
- 2015年1月 - 『マクダーミッドのカラースタイリストが提案する最新のトレンドカラー』[42]
- 2015年4月 - 『第二回自動車部品向けめっき技術セミナー in Nagoya』[43]
  - 『ZinKlad（ジンクラッド）システム：自動車用ボルト向け皮膜処理』
  - 『ブレーキキャリパーその他自動車部品への亜鉛-ニッケルめっきの適用』
  - 『亜鉛-高ニッケル合金めっき---Enviralloy NiFlex12の延性とその他の特長』
  - 『プラスチック部品へのハードコートフィルムという選択』
  - 『MID(Molded Interconnect Devices)三次元成形回路部品用めっきの最適化』
  - 『サテンニッケル：光沢調から艶消しまで豊富なバリエーションを実現』
  - 『マクダーミッドのカラースタイリストが提案する最新のトレンドカラー』
  - 『evolveプラスチック用クロムフリーエッチングプロセス』
- 2015年5月 - 『第一回プリント基板めっき技術セミナー in Kawasaki』
  - 『マクダーミッド社の技術概要』
  - 『基板表面銅厚低減を可能にする最新ビアフィルめっき技術』
  - 『基板厚変化に対応したスルーホールフィリングめっき』
  - 『MID(Molded Interconnect Devices)』
  - 『低エッチブラックホールプロセスの高難度基板への適用』
  - 『ＩＣパッケージ/ビルドアップ基板対応 セミアディティブプロセス先端技術』
  - 『オキサイド代替最新技術 高周波対応「M-Speed」のご紹介』
  - 『サプライチェーン戦略 - OEMとのさらなるコラボレーションをめざして』
- 2015年6月 - 『基板厚変化に対応したスルーホールフィリングめっき』[44]
- 2015年6月 - 『LDSプロセスにおけるMIDめっき技術～ファインピッチと環境対応への取り組み～』[45]
- 2015年6月 - 『めっきでしか表現できない装飾表面処理』[46]
- 2015年11月 - 『LUX ITP の紹介』[47]

## 加盟団体
- 一般社団法人日本表面処理機材工業会（機材工）[48]
- 一般社団法人日本電子回路工業会（JPCA）[49]
- 一般社団法人日本溶接協会
- 一般社団法人表面技術協会
- 一般社団法人溶接学会
- 神奈川県表面技術研究会
- 大阪府鍍金工業組合[50]
- 愛知県鍍金工業組合
- 日本フレキソ技術協会（FTAJ）[51]
- 浜松鍍金工業協同組合[52]
- 日本MID協会[53]
- 全国鍍金工業組合連合会（ぜんとれん）[54][55]

## 世界拠点
- アメリカ合衆国[56]
- カナダ
- メキシコ
- ブラジル
- イギリス
- オランダ
- スウェーデン
- ノルウェー
- ドイツ
- スイス
- フランス
- イタリア
- スペイン
- ポルトガル
- チェコ
- 日本
- 韓国
- 中国
- 香港
- シンガポール
- マレーシア
- タイ
- オーストラリア
- インド